# Risako Sugaya
Risako Sugaya (菅谷梨沙子?) es una cantante  japonesa perteneciente al grupo Berryz Kobo y a Guardians 4 de Hello! Project.

## Perfil
- Nombre: Sugaya Risako (菅谷梨沙子)
- Alias: Rii, Risako, Sugu-san, Rii-chan
- Fecha de nacimiento: 4 de abril de 1994
- Lugar de nacimiento: Kanagawa, Japón
- Tipo de sangre: A
- Estatura: 160.2cm
- Grupos en Hello! Project:
  - Hello! Project Kids
  - 4KIDS (2003)
  - Berryz Koubou (2004–)
  - Guardians 4 (2009–)
- Grupos de conciertos:
  - Hello! Project Shirogumi (2005)
  - Wonderful Hearts (2006–)
- Shuffle Units:
  - H.P. All Stars (2004)
- Otros grupos:
  - Little Gatas (2004–2007)
  - Gatas Brilhantes H.P. (2007–)

## Carrera
Risako Sugaya ingresó a Hello! Project como parte del subgrupo Hello! Project Kids. Hizo su debut en la película Minimoni ja Movie Okashi na Daibouken! como una de las 4KIDS, así como en el sexto sencillo de Minimoni. 
Risako fue uno de los personajes principales en la película Hotaru no Hoshi y protagonista de la novela drama Shonan Kawarayane Monogatari. También ha sido modelo para Pichi Lemon, una revista de moda juvenil, desde febrero del 2007 hasta junio del mismo año.
En el 2004, fue escogida para pertenecer a Berryz Koubou, grupo donde usualmente ocupa la posición central y es vocalista principal en la mayoría de los sencillos.
Fue miembro de Little Gatas y ahora es jugadora de reserva de Gatas Brilhantes H.P.

## Photobooks
- Risako (11 de octubre de 2006)
- pure+ (20 de julio de 2007)
- Ring3～リンリンリンッ！～ (Ring3 ~Rin Rin Rin!~) (6 de febrero de 2008)
- 梨想 (Ri-sou) (28 de noviembre de 2009)

## Trabajos

### Películas
- ミニモニ。じゃム→ビ→お菓子な大冒険！ (Minimoni ja Movie Okashi na Daibouken!) (2002)
- ほたるの星 (Hotaru no Hoshi) (2004)

### Dramas
- 湘南瓦屋根物語 (Shonan Kawarayane Monogatari) (2002)

### Comerciales
- 日本食肉消費総合センター (Japan Meat Information Service Center) (2003)

## Curiosidades
- Es muy buena en el juego Puyo Puyo.
- Su mejor amiga dentro de Berryz Koubou era Maiha Ishimura hasta su graduación en el 2005. Luego se acercó a Momoko Tsugunaga
- Tiene un hermano menor.
- Su artista favorito es UNJASH.
- A las audiciones para Hello! Project Kids, ella acudió con un brazo roto.
- El 18 de octubre de 2017 a través de su cuenta de Instagram Miyabi Natsuyaki da a conocer una sorpresiva noticia aclarando en dicha cuenta que Risako tiene 5 meses de embarazo y se casara prontamente.